# Tour de Norvège 2017
La 7e édition du Tour de Norvège a eu lieu du 17 mai 2017 au 21 mai 2017. La course fait partie du calendrier UCI Europe Tour 2017 en catégorie 2.HC.

## Équipes
| WorldTeams (5)- Cannondale-Drapac - Dimension Data - Lotto NL-Jumbo - Lotto-Soudal - Orica-Scott Équipes continentales professionnelles (10)- Aqua Blue Sport - Caja Rural-Seguros RGA - CCC Sprandi Polkowice - Fortuneo-Vital Concept - Gazprom-RusVelo - Manzana Postobón - Roompot-Nederlandse Loterij - Sport Vlaanderen-Baloise - Verandas Willems-Crelan - WB-Veranclassic-Aqua Protect Équipes continentales (6)- Coop - FixIT.no - Joker Icopal - Sparebanken Sør - Uno-X Hydrogen Development - VéloCONCEPT |
| |

## Étapes
| Étape     | Date   | Villes étapes          | type            | Distance (km) | Vainqueur d'étape    | Leader du classement général |
| --------- | ------ | ---------------------- | --------------- | ------------- | -------------------- | ---------------------------- |
| 1re étape | 17 mai | Hønefoss – Asker       | étape vallonnée | 169,4         | Edvald Boasson Hagen | Edvald Boasson Hagen         |
| 2e étape  | 18 mai | Eidsvoll – Brumunddal  | étape de plaine | 194,2         | Dylan Groenewegen    | Edvald Boasson Hagen         |
| 3e étape  | 19 mai | Hamar – Lillehammer    | étape vallonnée | 192,5         | Pieter Weening       | Pieter Weening               |
| 4e étape  | 20 mai | Lillestrøm – Sarpsborg | étape de plaine | 193,8         | Dylan Groenewegen    | Pieter Weening               |
| 5e étape  | 21 mai | Moss – Oslo            | étape vallonnée | 154,6         | Edvald Boasson Hagen | Edvald Boasson Hagen         |

## Déroulement de la course

### 1reétape
| \| Classement de l'étape \| Classement de l'étape \| Classement de l'étape \| Classement de l'étape \| Classement de l'étape \| \| Coureur \| Coureur \| Pays \| Équipe \| Temps \| \| --------------------- \| --------------------- \| --------------------- \| --------------------------- \| --------------------- \| \| 1er \| Edvald Boasson Hagen \| Norvège \| Dimension Data \| 4 h 14 min 01 s \| \| 2e \| Tosh Van der Sande \| Belgique \| Lotto-Soudal \| + 0 s \| \| 3e \| Simon Gerrans \| Australie \| Orica-Scott \| + 0 s \| \| 4e \| August Jensen \| Norvège \| Team Coop \| + 0 s \| \| 5e \| Sander Armée \| Belgique \| Lotto-Soudal \| + 0 s \| \| 6e \| Maxime Daniel \| France \| Fortuneo-Vital Concept \| + 0 s \| \| 7e \| Jeroen Meijers \| Pays-Bas \| Roompot-Nederlandse Loterij \| + 0 s \| \| 8e \| Rasmus Guldhammer \| Danemark \| VéloCONCEPT \| + 0 s \| \| 9e \| Tony Gallopin \| France \| Lotto-Soudal \| + 0 s \| \| 10e \| Nick Schultz \| Australie \| Caja Rural-Seguros RGA \| + 0 s \| |                      |           |                             |                 |
| |                      |           |                             |                 |
| Source : ProCyclingStats |                      |           |                             |                 |
| Classement de l'étape |                      |           |                             |                 |
| Coureur | Coureur              | Pays      | Équipe                      | Temps           |
| 1er | Edvald Boasson Hagen | Norvège   | Dimension Data              | 4 h 14 min 01 s |
| 2e | Tosh Van der Sande   | Belgique  | Lotto-Soudal                | + 0 s           |
| 3e | Simon Gerrans        | Australie | Orica-Scott                 | + 0 s           |
| 4e | August Jensen        | Norvège   | Team Coop                   | + 0 s           |
| 5e | Sander Armée         | Belgique  | Lotto-Soudal                | + 0 s           |
| 6e | Maxime Daniel        | France    | Fortuneo-Vital Concept      | + 0 s           |
| 7e | Jeroen Meijers       | Pays-Bas  | Roompot-Nederlandse Loterij | + 0 s           |
| 8e | Rasmus Guldhammer    | Danemark  | VéloCONCEPT                 | + 0 s           |
| 9e | Tony Gallopin        | France    | Lotto-Soudal                | + 0 s           |
| 10e | Nick Schultz         | Australie | Caja Rural-Seguros RGA      | + 0 s           |

| \| Classement général \| Classement général \| Classement général \| Classement général \| Classement général \| \| Coureur \| Coureur \| Pays \| Équipe \| Temps \| \| ------------------ \| -------------------- \| ------------------ \| --------------------------- \| ------------------ \| \| 1er \| Edvald Boasson Hagen \| Norvège \| Dimension Data \| 4 h 13 min 51 s \| \| 2e \| Tosh Van der Sande \| Belgique \| Lotto-Soudal \| + 4 s \| \| 3e \| Simon Gerrans \| Australie \| Orica-Scott \| + 6 s \| \| 4e \| Carl Fredrik Hagen \| Norvège \| Joker Icopal \| + 9 s \| \| 5e \| August Jensen \| Norvège \| Team Coop \| + 10 s \| \| 6e \| Sander Armée \| Belgique \| Lotto-Soudal \| + 10 s \| \| 7e \| Maxime Daniel \| France \| Fortuneo-Vital Concept \| + 10 s \| \| 8e \| Jeroen Meijers \| Pays-Bas \| Roompot-Nederlandse Loterij \| + 10 s \| \| 9e \| Rasmus Guldhammer \| Danemark \| VéloCONCEPT \| + 10 s \| \| 10e \| Tony Gallopin \| France \| Lotto-Soudal \| + 10 s \| |                      |           |                             |                 |
| |                      |           |                             |                 |
| Source : ProCyclingStats |                      |           |                             |                 |
| Classement général |                      |           |                             |                 |
| Coureur | Coureur              | Pays      | Équipe                      | Temps           |
| 1er | Edvald Boasson Hagen | Norvège   | Dimension Data              | 4 h 13 min 51 s |
| 2e | Tosh Van der Sande   | Belgique  | Lotto-Soudal                | + 4 s           |
| 3e | Simon Gerrans        | Australie | Orica-Scott                 | + 6 s           |
| 4e | Carl Fredrik Hagen   | Norvège   | Joker Icopal                | + 9 s           |
| 5e | August Jensen        | Norvège   | Team Coop                   | + 10 s          |
| 6e | Sander Armée         | Belgique  | Lotto-Soudal                | + 10 s          |
| 7e | Maxime Daniel        | France    | Fortuneo-Vital Concept      | + 10 s          |
| 8e | Jeroen Meijers       | Pays-Bas  | Roompot-Nederlandse Loterij | + 10 s          |
| 9e | Rasmus Guldhammer    | Danemark  | VéloCONCEPT                 | + 10 s          |
| 10e | Tony Gallopin        | France    | Lotto-Soudal                | + 10 s          |

### 2eétape
| \| Classement de l'étape \| Classement de l'étape \| Classement de l'étape \| Classement de l'étape \| Classement de l'étape \| \| Coureur \| Coureur \| Pays \| Équipe \| Temps \| \| --------------------- \| --------------------- \| --------------------- \| --------------------------- \| --------------------- \| \| 1er \| Dylan Groenewegen \| Pays-Bas \| LottoNL-Jumbo \| 4 h 49 min 53 s \| \| 2e \| Kristoffer Halvorsen \| Norvège \| Joker Icopal \| + 0 s \| \| 3e \| Edvald Boasson Hagen \| Norvège \| Dimension Data \| + 0 s \| \| 4e \| Tom Van Asbroeck \| Belgique \| Cannondale-Drapac \| + 0 s \| \| 5e \| André Looij \| Pays-Bas \| Roompot-Nederlandse Loterij \| + 0 s \| \| 6e \| Leigh Howard \| Australie \| Aqua Blue Sport \| + 0 s \| \| 7e \| Daniel McLay \| Royaume-Uni \| Fortuneo-Vital Concept \| + 0 s \| \| 8e \| Alexander Porsev \| Russie \| Gazprom-RusVelo \| + 0 s \| \| 9e \| August Jensen \| Norvège \| Team Coop \| + 0 s \| \| 10e \| Mitchell Docker \| Australie \| Orica-Scott \| + 0 s \| |                      |             |                             |                 |
| |                      |             |                             |                 |
| Source : ProCyclingStats |                      |             |                             |                 |
| Classement de l'étape |                      |             |                             |                 |
| Coureur | Coureur              | Pays        | Équipe                      | Temps           |
| 1er | Dylan Groenewegen    | Pays-Bas    | LottoNL-Jumbo               | 4 h 49 min 53 s |
| 2e | Kristoffer Halvorsen | Norvège     | Joker Icopal                | + 0 s           |
| 3e | Edvald Boasson Hagen | Norvège     | Dimension Data              | + 0 s           |
| 4e | Tom Van Asbroeck     | Belgique    | Cannondale-Drapac           | + 0 s           |
| 5e | André Looij          | Pays-Bas    | Roompot-Nederlandse Loterij | + 0 s           |
| 6e | Leigh Howard         | Australie   | Aqua Blue Sport             | + 0 s           |
| 7e | Daniel McLay         | Royaume-Uni | Fortuneo-Vital Concept      | + 0 s           |
| 8e | Alexander Porsev     | Russie      | Gazprom-RusVelo             | + 0 s           |
| 9e | August Jensen        | Norvège     | Team Coop                   | + 0 s           |
| 10e | Mitchell Docker      | Australie   | Orica-Scott                 | + 0 s           |

| \| Classement général \| Classement général \| Classement général \| Classement général \| Classement général \| \| Coureur \| Coureur \| Pays \| Équipe \| Temps \| \| ------------------ \| -------------------- \| ------------------ \| ------------------------ \| ------------------ \| \| 1er \| Edvald Boasson Hagen \| Norvège \| Dimension Data \| 9 h 03 min 40 s \| \| 2e \| Tosh Van der Sande \| Belgique \| Lotto-Soudal \| + 8 s \| \| 3e \| Simon Gerrans \| Australie \| Orica-Scott \| + 10 s \| \| 4e \| Carl Fredrik Hagen \| Norvège \| Joker Icopal \| + 13 s \| \| 5e \| August Jensen \| Norvège \| Team Coop \| + 14 s \| \| 6e \| Rasmus Guldhammer \| Danemark \| VéloCONCEPT \| + 14 s \| \| 7e \| Patrick Bevin \| Nouvelle-Zélande \| Cannondale-Drapac \| + 14 s \| \| 8e \| Aimé De Gendt \| Belgique \| Sport Vlaanderen-Baloise \| + 14 s \| \| 9e \| Robert Power \| Australie \| Orica-Scott \| + 14 s \| \| 10e \| Nick Schultz \| Australie \| Caja Rural-Seguros RGA \| + 14 s \| |                      |                  |                          |                 |
| |                      |                  |                          |                 |
| Source : ProCyclingStats |                      |                  |                          |                 |
| Classement général |                      |                  |                          |                 |
| Coureur | Coureur              | Pays             | Équipe                   | Temps           |
| 1er | Edvald Boasson Hagen | Norvège          | Dimension Data           | 9 h 03 min 40 s |
| 2e | Tosh Van der Sande   | Belgique         | Lotto-Soudal             | + 8 s           |
| 3e | Simon Gerrans        | Australie        | Orica-Scott              | + 10 s          |
| 4e | Carl Fredrik Hagen   | Norvège          | Joker Icopal             | + 13 s          |
| 5e | August Jensen        | Norvège          | Team Coop                | + 14 s          |
| 6e | Rasmus Guldhammer    | Danemark         | VéloCONCEPT              | + 14 s          |
| 7e | Patrick Bevin        | Nouvelle-Zélande | Cannondale-Drapac        | + 14 s          |
| 8e | Aimé De Gendt        | Belgique         | Sport Vlaanderen-Baloise | + 14 s          |
| 9e | Robert Power         | Australie        | Orica-Scott              | + 14 s          |
| 10e | Nick Schultz         | Australie        | Caja Rural-Seguros RGA   | + 14 s          |

### 3eétape
| \| Classement de l'étape \| Classement de l'étape \| Classement de l'étape \| Classement de l'étape \| Classement de l'étape \| \| Coureur \| Coureur \| Pays \| Équipe \| Temps \| \| --------------------- \| --------------------- \| --------------------- \| --------------------------- \| --------------------- \| \| 1er \| Pieter Weening \| Pays-Bas \| Roompot-Nederlandse Loterij \| 4 h 37 min 13 s \| \| 2e \| Sander Armée \| Belgique \| Lotto-Soudal \| + 2 s \| \| 3e \| Simon Gerrans \| Australie \| Orica-Scott \| + 4 s \| \| 4e \| Andreas Vangstad \| Norvège \| Sparebanken Sør \| + 7 s \| \| 5e \| Alexander Kamp \| Danemark \| VéloCONCEPT \| + 7 s \| \| 6e \| Nick Schultz \| Australie \| Caja Rural-Seguros RGA \| + 7 s \| \| 7e \| Tony Gallopin \| France \| Lotto-Soudal \| + 7 s \| \| 8e \| August Jensen \| Norvège \| Team Coop \| + 7 s \| \| 9e \| Patrick Bevin \| Nouvelle-Zélande \| Cannondale-Drapac \| + 7 s \| \| 10e \| Lawrence Warbasse \| États-Unis \| Aqua Blue Sport \| + 7 s \| |                   |                  |                             |                 |
| |                   |                  |                             |                 |
| Source : ProCyclingStats |                   |                  |                             |                 |
| Classement de l'étape |                   |                  |                             |                 |
| Coureur | Coureur           | Pays             | Équipe                      | Temps           |
| 1er | Pieter Weening    | Pays-Bas         | Roompot-Nederlandse Loterij | 4 h 37 min 13 s |
| 2e | Sander Armée      | Belgique         | Lotto-Soudal                | + 2 s           |
| 3e | Simon Gerrans     | Australie        | Orica-Scott                 | + 4 s           |
| 4e | Andreas Vangstad  | Norvège          | Sparebanken Sør             | + 7 s           |
| 5e | Alexander Kamp    | Danemark         | VéloCONCEPT                 | + 7 s           |
| 6e | Nick Schultz      | Australie        | Caja Rural-Seguros RGA      | + 7 s           |
| 7e | Tony Gallopin     | France           | Lotto-Soudal                | + 7 s           |
| 8e | August Jensen     | Norvège          | Team Coop                   | + 7 s           |
| 9e | Patrick Bevin     | Nouvelle-Zélande | Cannondale-Drapac           | + 7 s           |
| 10e | Lawrence Warbasse | États-Unis       | Aqua Blue Sport             | + 7 s           |

| \| Classement général \| Classement général \| Classement général \| Classement général \| Classement général \| \| Coureur \| Coureur \| Pays \| Équipe \| Temps \| \| ------------------ \| -------------------- \| ------------------ \| --------------------------- \| ------------------ \| \| 1er \| Pieter Weening \| Pays-Bas \| Roompot-Nederlandse Loterij \| 13 h 40 min 57 s \| \| 2e \| Sander Armée \| Belgique \| Lotto-Soudal \| + 6 s \| \| 3e \| Simon Gerrans \| Australie \| Orica-Scott \| + 6 s \| \| 4e \| Edvald Boasson Hagen \| Norvège \| Dimension Data \| + 12 s \| \| 5e \| August Jensen \| Norvège \| Team Coop \| + 17 s \| \| 6e \| Patrick Bevin \| Nouvelle-Zélande \| Cannondale-Drapac \| + 17 s \| \| 7e \| Nick Schultz \| Australie \| Caja Rural-Seguros RGA \| + 17 s \| \| 8e \| Lawrence Warbasse \| États-Unis \| Aqua Blue Sport \| + 17 s \| \| 9e \| Tony Gallopin \| France \| Lotto-Soudal \| + 17 s \| \| 10e \| Andreas Vangstad \| Norvège \| Sparebanken Sør \| + 17 s \| |                      |                  |                             |                  |
| |                      |                  |                             |                  |
| Source : ProCyclingStats |                      |                  |                             |                  |
| Classement général |                      |                  |                             |                  |
| Coureur | Coureur              | Pays             | Équipe                      | Temps            |
| 1er | Pieter Weening       | Pays-Bas         | Roompot-Nederlandse Loterij | 13 h 40 min 57 s |
| 2e | Sander Armée         | Belgique         | Lotto-Soudal                | + 6 s            |
| 3e | Simon Gerrans        | Australie        | Orica-Scott                 | + 6 s            |
| 4e | Edvald Boasson Hagen | Norvège          | Dimension Data              | + 12 s           |
| 5e | August Jensen        | Norvège          | Team Coop                   | + 17 s           |
| 6e | Patrick Bevin        | Nouvelle-Zélande | Cannondale-Drapac           | + 17 s           |
| 7e | Nick Schultz         | Australie        | Caja Rural-Seguros RGA      | + 17 s           |
| 8e | Lawrence Warbasse    | États-Unis       | Aqua Blue Sport             | + 17 s           |
| 9e | Tony Gallopin        | France           | Lotto-Soudal                | + 17 s           |
| 10e | Andreas Vangstad     | Norvège          | Sparebanken Sør             | + 17 s           |

### 4eétape
| \| Classement de l'étape \| Classement de l'étape \| Classement de l'étape \| Classement de l'étape \| Classement de l'étape \| \| Coureur \| Coureur \| Pays \| Équipe \| Temps \| \| --------------------- \| --------------------- \| --------------------- \| ---------------------------- \| --------------------- \| \| 1er \| Dylan Groenewegen \| Pays-Bas \| LottoNL-Jumbo \| 4 h 26 min 43 s \| \| 2e \| Edvald Boasson Hagen \| Norvège \| Dimension Data \| + 0 s \| \| 3e \| August Jensen \| Norvège \| Team Coop \| + 0 s \| \| 4e \| Simon Gerrans \| Australie \| Orica-Scott \| + 0 s \| \| 5e \| Tosh Van der Sande \| Belgique \| Lotto-Soudal \| + 0 s \| \| 6e \| Justin Jules \| France \| WB-Veranclassic-Aqua Protect \| + 0 s \| \| 7e \| Tom Van Asbroeck \| Belgique \| Cannondale-Drapac \| + 0 s \| \| 8e \| Patrick Bevin \| Nouvelle-Zélande \| Cannondale-Drapac \| + 3 s \| \| 9e \| Eliot Lietaer \| Belgique \| Sport Vlaanderen-Baloise \| + 3 s \| \| 10e \| Anders Skaarseth \| Norvège \| Joker Icopal \| + 3 s \| |                      |                  |                              |                 |
| |                      |                  |                              |                 |
| Source : ProCyclingStats |                      |                  |                              |                 |
| Classement de l'étape |                      |                  |                              |                 |
| Coureur | Coureur              | Pays             | Équipe                       | Temps           |
| 1er | Dylan Groenewegen    | Pays-Bas         | LottoNL-Jumbo                | 4 h 26 min 43 s |
| 2e | Edvald Boasson Hagen | Norvège          | Dimension Data               | + 0 s           |
| 3e | August Jensen        | Norvège          | Team Coop                    | + 0 s           |
| 4e | Simon Gerrans        | Australie        | Orica-Scott                  | + 0 s           |
| 5e | Tosh Van der Sande   | Belgique         | Lotto-Soudal                 | + 0 s           |
| 6e | Justin Jules         | France           | WB-Veranclassic-Aqua Protect | + 0 s           |
| 7e | Tom Van Asbroeck     | Belgique         | Cannondale-Drapac            | + 0 s           |
| 8e | Patrick Bevin        | Nouvelle-Zélande | Cannondale-Drapac            | + 3 s           |
| 9e | Eliot Lietaer        | Belgique         | Sport Vlaanderen-Baloise     | + 3 s           |
| 10e | Anders Skaarseth     | Norvège          | Joker Icopal                 | + 3 s           |

| \| Classement général \| Classement général \| Classement général \| Classement général \| Classement général \| \| Coureur \| Coureur \| Pays \| Équipe \| Temps \| \| ------------------ \| -------------------- \| ------------------ \| --------------------------- \| ------------------ \| \| 1er \| Pieter Weening \| Pays-Bas \| Roompot-Nederlandse Loterij \| 18 h 07 min 43 s \| \| 2e \| Edvald Boasson Hagen \| Norvège \| Dimension Data \| + 3 s \| \| 3e \| Simon Gerrans \| Australie \| Orica-Scott \| + 3 s \| \| 4e \| Sander Armée \| Belgique \| Lotto-Soudal \| + 6 s \| \| 5e \| August Jensen \| Norvège \| Team Coop \| + 10 s \| \| 6e \| Patrick Bevin \| Nouvelle-Zélande \| Cannondale-Drapac \| + 17 s \| \| 7e \| Nick Schultz \| Australie \| Caja Rural-Seguros RGA \| + 17 s \| \| 8e \| Lawrence Warbasse \| États-Unis \| Aqua Blue Sport \| + 17 s \| \| 9e \| Andreas Vangstad \| Norvège \| Sparebanken Sør \| + 17 s \| \| 10e \| Tony Gallopin \| France \| Lotto-Soudal \| + 17 s \| |                      |                  |                             |                  |
| |                      |                  |                             |                  |
| Source : ProCyclingStats |                      |                  |                             |                  |
| Classement général |                      |                  |                             |                  |
| Coureur | Coureur              | Pays             | Équipe                      | Temps            |
| 1er | Pieter Weening       | Pays-Bas         | Roompot-Nederlandse Loterij | 18 h 07 min 43 s |
| 2e | Edvald Boasson Hagen | Norvège          | Dimension Data              | + 3 s            |
| 3e | Simon Gerrans        | Australie        | Orica-Scott                 | + 3 s            |
| 4e | Sander Armée         | Belgique         | Lotto-Soudal                | + 6 s            |
| 5e | August Jensen        | Norvège          | Team Coop                   | + 10 s           |
| 6e | Patrick Bevin        | Nouvelle-Zélande | Cannondale-Drapac           | + 17 s           |
| 7e | Nick Schultz         | Australie        | Caja Rural-Seguros RGA      | + 17 s           |
| 8e | Lawrence Warbasse    | États-Unis       | Aqua Blue Sport             | + 17 s           |
| 9e | Andreas Vangstad     | Norvège          | Sparebanken Sør             | + 17 s           |
| 10e | Tony Gallopin        | France           | Lotto-Soudal                | + 17 s           |

### 5eétape
| \| Classement de l'étape \| Classement de l'étape \| Classement de l'étape \| Classement de l'étape \| Classement de l'étape \| \| Coureur \| Coureur \| Pays \| Équipe \| Temps \| \| --------------------- \| --------------------- \| --------------------- \| ---------------------------- \| --------------------- \| \| 1er \| Edvald Boasson Hagen \| Norvège \| Dimension Data \| 3 h 31 min 44 s \| \| 2e \| Simon Gerrans \| Australie \| Orica-Scott \| + 0 s \| \| 3e \| Tosh Van der Sande \| Belgique \| Lotto-Soudal \| + 0 s \| \| 4e \| Patrick Bevin \| Nouvelle-Zélande \| Cannondale-Drapac \| + 0 s \| \| 5e \| August Jensen \| Norvège \| Team Coop \| + 0 s \| \| 6e \| Anders Skaarseth \| Norvège \| Joker Icopal \| + 0 s \| \| 7e \| Justin Jules \| France \| WB-Veranclassic-Aqua Protect \| + 0 s \| \| 8e \| Amund Grøndahl Jansen \| Norvège \| LottoNL-Jumbo \| + 0 s \| \| 9e \| Armindo Fonseca \| France \| Fortuneo-Vital Concept \| + 0 s \| \| 10e \| Alexander Kamp \| Danemark \| VéloCONCEPT \| + 0 s \| |                       |                  |                              |                 |
| |                       |                  |                              |                 |
| Source : ProCyclingStats |                       |                  |                              |                 |
| Classement de l'étape |                       |                  |                              |                 |
| Coureur | Coureur               | Pays             | Équipe                       | Temps           |
| 1er | Edvald Boasson Hagen  | Norvège          | Dimension Data               | 3 h 31 min 44 s |
| 2e | Simon Gerrans         | Australie        | Orica-Scott                  | + 0 s           |
| 3e | Tosh Van der Sande    | Belgique         | Lotto-Soudal                 | + 0 s           |
| 4e | Patrick Bevin         | Nouvelle-Zélande | Cannondale-Drapac            | + 0 s           |
| 5e | August Jensen         | Norvège          | Team Coop                    | + 0 s           |
| 6e | Anders Skaarseth      | Norvège          | Joker Icopal                 | + 0 s           |
| 7e | Justin Jules          | France           | WB-Veranclassic-Aqua Protect | + 0 s           |
| 8e | Amund Grøndahl Jansen | Norvège          | LottoNL-Jumbo                | + 0 s           |
| 9e | Armindo Fonseca       | France           | Fortuneo-Vital Concept       | + 0 s           |
| 10e | Alexander Kamp        | Danemark         | VéloCONCEPT                  | + 0 s           |

## Classements finals

### Classement général final
| \| Classement général \| Classement général \| Classement général \| Classement général \| Classement général \| \| Coureur \| Coureur \| Pays \| Équipe \| Temps \| \| ------------------ \| -------------------- \| ------------------ \| --------------------------- \| ------------------ \| \| 1er \| Edvald Boasson Hagen \| Norvège \| Dimension Data \| 21 h 39 min 20 s \| \| 2e \| Simon Gerrans \| Australie \| Orica-Scott \| + 4 s \| \| 3e \| Pieter Weening \| Pays-Bas \| Roompot-Nederlandse Loterij \| + 10 s \| \| 4e \| Sander Armée \| Belgique \| Lotto-Soudal \| + 16 s \| \| 5e \| August Jensen \| Norvège \| Team Coop \| + 17 s \| \| 6e \| Patrick Bevin \| Nouvelle-Zélande \| Cannondale-Drapac \| + 24 s \| \| 7e \| Nick Schultz \| Australie \| Caja Rural-Seguros RGA \| + 27 s \| \| 8e \| Lawrence Warbasse \| États-Unis \| Aqua Blue Sport \| + 27 s \| \| 9e \| Andreas Vangstad \| Norvège \| Sparebanken Sør \| + 27 s \| \| 10e \| Tony Gallopin \| France \| Lotto-Soudal \| + 27 s \| |                      |                  |                             |                  |
| |                      |                  |                             |                  |
| Source : ProCyclingStats |                      |                  |                             |                  |
| Classement général |                      |                  |                             |                  |
| Coureur | Coureur              | Pays             | Équipe                      | Temps            |
| 1er | Edvald Boasson Hagen | Norvège          | Dimension Data              | 21 h 39 min 20 s |
| 2e | Simon Gerrans        | Australie        | Orica-Scott                 | + 4 s            |
| 3e | Pieter Weening       | Pays-Bas         | Roompot-Nederlandse Loterij | + 10 s           |
| 4e | Sander Armée         | Belgique         | Lotto-Soudal                | + 16 s           |
| 5e | August Jensen        | Norvège          | Team Coop                   | + 17 s           |
| 6e | Patrick Bevin        | Nouvelle-Zélande | Cannondale-Drapac           | + 24 s           |
| 7e | Nick Schultz         | Australie        | Caja Rural-Seguros RGA      | + 27 s           |
| 8e | Lawrence Warbasse    | États-Unis       | Aqua Blue Sport             | + 27 s           |
| 9e | Andreas Vangstad     | Norvège          | Sparebanken Sør             | + 27 s           |
| 10e | Tony Gallopin        | France           | Lotto-Soudal                | + 27 s           |